# Savezno izvršno vijeće
Savezno izvršno vijeće je bilo izvršni organ Savezne narodne skupštine Socijalističke Federativne Republike Jugoslavije.

## Povijest do 1974.
Savezno izvršno vijeće (SIV) je osnovano 1953. godine, umjesto dotadašnje vlade Federativne Narodne Republike Jugoslavije. U razdoblju od 1953. do 1963. godine funkciju predsjednika SIV -a obnašao je, po tadašnjem ustavu, predsjednik FNR Jugoslavije (u tom razdoblju Josip Broz Tito). Od 1963. godine predsjednika SIV-a birala je Savezna narodna skupština SFR Jugoslavije. Donošenjem Ustava iz 1963. SIV je i zakonski postao najviše izvršno tijelo zemlje, a od izmjena Ustava iz 1974. broj članova SIV-a je smanjen s 29 na 19. Sjedište SIV-a se nalazilo u Novom Beogradu.

## Ustrojstvo, karakteristike i akti
SIV je bio odgovoran za svakodnevni rad savezne administracije (provođenje zakona, nadzor nad radom savezne administracije, itd.). Koristeći se smjernicama Saveza komunista Jugoslavije (SKJ) i vlastitih komiteta, SIV je bio glavni predlagatelj zakona i mjera, a o kojima je kasnije raspravljala od Savezna skupština SFRJ. U okviru prava i dužnosti utvrđenih ustavom SFR Jugoslavije, te zakonom o narodnoj obrani 1974., odgovorno je za provođenje politike obrane zemlje, zakona, drugih propisa i zakona Skupštine SFR Jugoslavije u vezi s narodnom obranom. SIV je utvrživao osnove priprema gospodarstva i društvenih djelatnosti za funkcioniranje u ratu, te je poduzimalo mjere za osiguravanje saveznih robnih rezervi za potrebe zemlje u slučaju ratnog stanja. U slučaju neposredne ratne opasnosti i u vrijeme rata, SIV je bio zadužen za utvrđivanje općih režima upotrebe i korištenja veza, organiziranje kriptozaštite, osiguranje prijenosa povjerljivih podataka i informacija, naređivanje sprovođenja cenzure i ograničavanje kretanja građana i međunarodnog prometa preko granica SFRJ.
Na čelu SIV-a bio je predsjednik (premijer) s dva potpredsjednika, njih je na tu funkciju predlagalo Predsjedništvo SFRJ, a potvrđivala Skupština SFRJ. Uz njih, članovi SIV-a bili su i dvanaest saveznih sekretara (ministri), i to redom sekretari; financija, vanjskih poslova, obrane, rada, poljoprivrede, industrije i energetike, unutarnjih poslova, vanjske trgovine, unutarnje trgovine, prometa i veza, razvoja, prava i uprave. Sekretare pojedinih sekretarijata predlagao je premijer, a odobravala Savezna skupština. Četiri sekretara (sekretari bez portfelja) dodana su od republika koje nisu imale savezne sekretare među 15 regularnih.
Savezni sekretarijat za financije dodan je 1988., a sekretarijati za razvoj i domaću trgovinu 1989. godine. Kod izbora predsjednika SIV-a nije se držalo do Titovog principa rotacije po republikama SFRJ, ali se kod izbora saveznih sekretara ipak koliko toliko vodilo računa o jednakoj zastupljenosti republika. Članovi SIV-a osnivali su razne komitete za rješavanje složenih problema, pripremu zakona i mjera koje su se kasnije odabravali u Saveznoj skupštini. Stalno je postojalo pet komiteta za najvažnija pitanja federacije, njihovi članovi su bili savezni, ali i republički sekretari.
Zakone i mjere koje je predlagao SIV, prolazili su kroz proceduru usuglašavanja, a koja je ponekad trajala i po godinu dana (i više). Nakon usuglašavanja su slani u odgovarajući dom Savezne skupštine na raspravu i izglasavanje.
Od 1970-ih SIV je uz samog Tita bio vodeća snaga u vođenju zemlje, i glavni arbitar u postizanju međurepubličkih kompromisa o spornim pitanjima, te drugo po snazi političko tijelo nakon SKJ. SIV je po definiciji to i bio, a njegovi savezni sekretari imali su ekskluzivni pristup stručnim informacijama potrebnim za izradu politike. SIV je imao zakonsko pravo na zakazivanje rasprava o zakonodavstvu i politici. Nakon Titove smrti je moć SIV-a da usuglasi stavove republika i pokrajina oko nekih predloženih mjera postala nemoguća misija. SIV se tako počeo sve više oslanjati na ustavom propisane privremene mjere, a koje republičke delegacije nisu mogle blokirati (u Vijeću republika i pokrajina Skupština SFRJ, koje je inače odlučivalo konsenzusom delegacija svih republika i pokrajina i koje je bilo nadležno za donošenje proračuna, monetarni, porezni i najveći dio gospodarskog sustava Federacije; ako se konsenzus ne bi mogao postići, na prijedlog SIV-a i Predsjedništva SFRJ, Vijeće bi donosilo tzv. privremene mjere dvotrećinskom većinom delegata, a ako se ni takva većina nije mogla postići, većinom svih delegata; takve privremene mjere ostajale su na snazi maksimalno godinu dana, a mogle su se ponovno donositi nakon isteka rokova za donošenje propisa konsenzusom). Takav način rada je postao pravilo po kojem SIV djeluje, pa su mnogi privremeni zakoni i mjere ostali na snazi dugi niz godina. Nemoć SIV-a da ostvari međurepubličke kompromise, pojačala se tijekom 1980-ih kada je imao problema formulirati praktične uvjete dugoročnog programa ekonomske stabilizacije.

## Predsjednici Saveznog izvršnog vijeća
- Josip Broz Tito – od 14. siječnja 1953. do 29. siječnja 1963.
- Petar Stambolić – od 29. siječnja 1963. do 16. svibnja 1967.
- Mika Špiljak – od 16. svibnja 1967. do 18. svibnja 1969.
- Mitja Ribičič – od 18. svibnja 1969. do 30. srpnja 1971.
- Džemal Bijedić – od 30. srpnja 1971. do 18. siječnja 1977.
- Veselin Đuranović – od 14. veljače 1977. do 16. svibnja 1982.
- Milka Planinc – od 16. svibnja 1982. do 15. svibnja 1986.
- Branko Mikulić – od 15. svibnja 1986. do 16. ožujka 1989.
- Ante Marković – od 16. ožujka 1989. do 20. prosinca 1991.
- Aleksandar Mitrović – od 20. prosinca 1991. do 28. travnja 1992.